# Адольф III (граф Марка)
Адольф III (нем. Adolf III von der Mark; 1334 — 7 сентября 1394, Клеве) — епископ Мюнстера в 1357—1363 годах, архиепископ Кёльнский в 1363 году, граф Клевский (под именем Адольф I) с 1368 года и граф Марка в 1391—1393 годах.

## Биография
Адольф был вторым сыном графа Марка Адольфа II из дома Ламарк.
В ноябре 1357 года папа Иннокентий VI назначил его епископом Мюнстера.
В 1362 году Адольф заключил договор со своим старшим братом Энгельбертом III, графом Марка, согласно которому он унаследует от дяди по материнской линии Иоганна Клевского графство Клеве, поскольку Иоганн не имел детей.
В июле 1363 года Адольф получил должность архиепископа Кёльнского, но отказался от неё спустя год.
В 1368 году Адольф стал преемником Иоганна Клевского и утвердил свою власть благодаря поддержке Энгельберта III, ставшего епископом Льежа.
После смерти в 1391 году Энгельберта III не оставившего наследников, Адольф унаследовал от брата графство Марк. В 1393 году Адольф передал Марк своему второму сыну Дитриху (1374—1398). Третий сын, Герхард (1387—1461), стал графом Марка с 1437 года, после смерти старших братьев.
После смерти Адольфа в 1394 году графство Клевское унаследовал старший из его сыновей, Адольф. Потомки Адольфа правили Клевским графством на протяжении шести поколений.

## Семья и дети
В 1369 году Адольф женился на Маргарите Юлихской, от которой имел четырнадцать детей, по крайней мере пять из которых умерли в младенчестве. Дети:
- Минта (род. ок. 1369)
- Джоанна (род. ок. 1370), аббатиса
- Адольф (1373—1448)
- Дитрих (1374—1398)
- Маргарита (1375—1411), ∞ 1394 Альбрехт I, граф Голландии (ум. 1404)
- Елизавета (1378—1439), ∞ Рейнольд фон Валькенбург (ум. 1396) и Стефан III, герцог Баварии
- Герхард (1387—1461)
- Энгельберта (ум. 1458), ∞ Фридрих IV фон Мерс (1376—1448)
- Екатерина (ок. 1395 — 1459)